# Pauline Schäfer-Betz
Pauline Schäfer-Betz, née le 4 avril 1997  à Saarbrücken-Dudweiler, est une gymnaste allemande.
Elle a notamment été championne du monde à la poutre en 2017.

## Palmarès

### Championnats du monde
- Glasgow 2015
  -  médaille de bronze à la poutre
  - 19e au concours général individuel

- Montréal 2017
  -  médaille d'or à la poutre

- Kitakyūshū 2021
  -  médaille d'argent à la poutre

### Championnats d'Europe
- Munich 2022
  -  médaille de bronze au concours général par équipes